# Уэйк
О́стров Уэ́йк (англ. Wake Island) — атолл, расположенный в северной части Тихого океана (Океания), на середине пути между Гавайскими островами и островом Гуам. Ранее включался в состав архипелага Ансона.
Общая площадь — 6,5 км². В состав атолла входят собственно остров Уэйк с высотой до 6 метров над уровнем моря, а также более мелкие островки Уилкс и Пил, соединённые с Уэйком мостами.
Владение США (неинкорпорированная неорганизованная территория), административно подчинённое Министерству внутренних дел США и управляемое командованием ВВС США.

## История
Атолл был открыт 20 октября 1568 года испанским путешественником Альваро Менданья де Нейра. Местного населения здесь не было. Никакой ценности атолл не представлял, и о нём забыли. В 1796 атолл был вновь открыт английским капитаном У. Уэйком.
В декабре 1840 атолл был исследован американской экспедицией, военным кораблём под командованием лейтенанта Чарльза Уилкса. Было отмечено отсутствие источников пресной воды и растительности (кроме кустарника). В 1866 году крушение барка «Libelle» на восточном рифе острова впервые привлекло международное внимание к Уэйку. Лишь в январе 1899 атолл был присоединён к США как ничейная территория. Была построена станция кабельной связи.
В 1935 на атолле сооружён аэродром для промежуточных посадок на линии США — Филиппины. Для обслуживания аэродрома компания Pan American Airways построила маленький посёлок под названием ПААвиль — первое поселение людей на острове Уэйк.
В 1940 на Уэйке началось строительство американской военной базы. В 1941 там были размещены 12 самолётов-истребителей, батальон морской пехоты, 6 артиллерийских орудий калибра 127 мм. Всего около 500 военнослужащих. В это же время на острове находилось около 1200 гражданских лиц (технический персонал и строители). Особую страницу военной истории занимает оборона острова в декабре 1941 года во время Второй мировой войны. В 1942—1945 году в результате присутствия тысяч голодающих японских солдат, застрявших на острове после блокады острова США, произошло вымирание вида птиц из семейства пастушковых — Уэйкского пастушка.
После Второй мировой войны на Уэйке была построена новая американская авиабаза. Численность персонала и членов семей доходила до 1,6 тыс. В августе 2006 база была эвакуирована из-за приближения особо мощного тайфуна. После тайфуна на острове работает небольшая группа военных и гражданских лиц (150 человек в 2009 году).

## Природные условия

Атолл. Острова Уэйк, Уилкс и Пил

Климат атолла тропический, пассатный, довольно сухой — осадков в среднем около 1000 мм в год. Источников пресной воды нет (для снабжения базы питьевой водой были сооружены водосборные резервуары и опреснительная установка).
Песчаные почвы атолла малоплодородны. Растительность бедна, единственный вид птиц (нелетающих) Уэйкский пастушок, обитавший на острове, был полностью уничтожен.

## Территориальные претензии
На атолл Уэйк претендует Республика Маршалловы Острова.

## В массовой культуре
Битва за остров Уэйк была отражена в американском драматическом военном фильме «Остров Уэйк» (1942 год).
Об этом острове идёт речь в рассказе Дж. Балларда «Моя мечта о полёте на остров Уэйк» (1974).
Остров появляется в играх 
- Arma 3
- Attack on Pearl Harbor[англ.]
- Battlefield 1942 Battlefield Vietnam: World War II Mod
- Battlefield 2
- Battlefield 2142
- Battlefield Heroes
- Battlefield 1943
- Battlefield 3 (DLC: Back to Karkand)
- Battlefield V
- War Thunder в качестве основной карты и в Ил 2 Штурмовик (ЗС).

В авиасимуляторе «Герои воздушных битв» атоллу в кампании посвящена целая глава об одноимённом сражении.